# Visconte Falkland
Visconte Falkland è un titolo nobiliare della parìa di Scozia creato nel 1620 dal re di scozia Giacomo VI per Sir Henry Cary, per quanto questi fosse inglese e non avesse alcun legame con la Scozia. Venne nel contempo creato Lord Cary, sempre nella parìa di Scozia. Suo figlio, il secondo visconte, fu un uomo di stato. Il figlio minore di quest'ultimo, il quarto visconte (che succedette al fratello maggiore), fu Lord luogotenente dell'Oxfordshire. Il figlio di questi, il quinto visconte, rappresentò diverse costituenti alla camera dei comuni e fu First Lord of the Admiralty dal 1693 al 1694. Le isole Falkland, nell'Atlantico meridionale, prendono il nome da lui.
Alla sua morte la linea del secondo visconte si estinse ed i titoli vennero ereditati dal cugino di secondo grado dell'ultimo visconte, il sesto visconte. Questi era nipote di Patrick Cary, figlio quintogenito del primo visconte. Grande sostenitore della famiglia Stuart, venne creato il 13 dicembre 1722 da James Francis Edward Stuart al titolo di conte di Falkland nella parìa giacobita, non riconosciuta quindi dal governo inglese. Decise inoltre di aderire al cattolicesimo. Un suo discendente, il decimo visconte, fu amministratore coloniale e politico per il partito liberale. Nel 1832 venne creato anche Barone Hunsdon, d Scutterskelfe nella contea di York, nella parìa del Regno Unito. Questo titolo gli consentì di sedere automaticamente nella Camera dei lord ma si estinse alla sua morte nel 1884. I titoli scozzesi vennero ereditati da suo fratello minore, l'undicesimo visconte. Questi fu un ammiraglio della Royal Navy.
Suo nipote, il dodicesimo visconte, sedette nella camera dei lords come pari rappresentante di Scozia dal 1894 al 1922. Questi venne succeduto da suo figlio, il tredicesimo visconte, che pure sedette come pari rappresentante di Scozia dal 1922 al 1931. I titoli sono poi passati al nipote di quest'ultimo, il quindicesimo visconte, che è succeduto al padre nel 1984. Questi è uno dei pari ereditari ammessi a rimanere nella camera dei lords anche dopo il passaggio dell'House of Lords Act 1999.
Una statua del visconte Falkland si trova nella St Stephens Hall, nel palazzo del parlamento a Londra. Il 27 aprile 1909 la suffragetta Marjory Hume si incatenò alla statua in segno di protesta. Quando vennero rimosse le catene, il piede destro della statua venne danneggiato e tale rimane sino ai nostri giorni.

## Visconti (di) Falkland (1620)

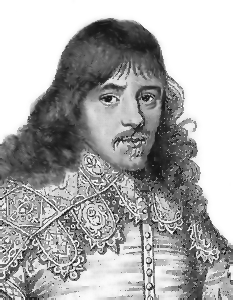
Lucius Cary, II visconte Falkland

- Henry Cary, I visconte Falkland (c. 1575 – 1633)
- Lucius Cary, II visconte Falkland (1610–1643)
- Lucius Cary, III visconte Falkland (1632–1649)
- Henry Cary, IV visconte Falkland (1634–1663)
- Anthony Cary, V visconte Falkland (1656–1694)
- Lucius Henry Cary, VI visconte Falkland (1687–1730)
- Lucius Charles Cary, VII visconte Falkland (c. 1707 – 1785)
- Henry Thomas Cary, VIII visconte Falkland (1766–1796)
- Charles John Cary, IX visconte Falkland (1768–1809)
- Lucius Bentinck Cary, X visconte Falkland (1803–1884)
- Plantagenet Pierrepont Cary, XI visconte Falkland (1806–1886)
- Byron Plantagenet Cary, XII visconte Falkland (1845–1922)
- Lucius Plantagenet Cary, XIII visconte Falkland (1880–1961)
- Lucius Henry Charles Plantagenet Cary, XIV visconte Falkland (1905–1984)
- Lucius Edward William Plantagenet Cary, XV visconte Falkland (n. 1935)

L'erede apparente è il figlio dell'attuale detentore del titolo, Lucius Alexander Plantagenet Cary, master di Falkland (n. 1963)